# Cristóbal Colón en la Facultad de Medicina
Cristóbal Colón en la Facultad de Medicina es una película cómica en blanco y negro argentina, estrenada el 8 de marzo  de 1962, dirigida por Julio Saraceni, y protagonizada por José Marrone y Juanita Martínez.
El filme estuvo inspirado en la obra teatral cómica de 1960, del mismo título, que fue reestrenada por el mismo Marrone, primero en Teatro Argentino y luego en el Teatro Cómico. En sus inicios esta obra fue creada y puesta en escena por el genial Florencio Parravicini.
Una frase que hizo célebre a la película, además del habitual Cheee!!!, fue la que exclama: “Somos los hermanos Corsos, uno toma mate, el otro escupe verde”.
Hace su debut cinematográfico como actriz protagónica la simpática vedette Juanita Martínez.
Así como Marrone se inspiró en Parravicini, Juan Carlos Calabró lo hizo con Marrone, con la nueva versión de 1981, Gran Valor en la Facultad de Medicina.

## Sinopsis
Un humilde mozo de bar tiene una fantástica y prodigiosa memoria que produce el asombro de todos los que lo conocen. Impulsado por ese don, resuelve participar en un concurso de un programa de televisión. A partir de la fama adquirida, decide ir a la facultad de medicina para ayudar a sus amigos estudiantes.

## Reparto

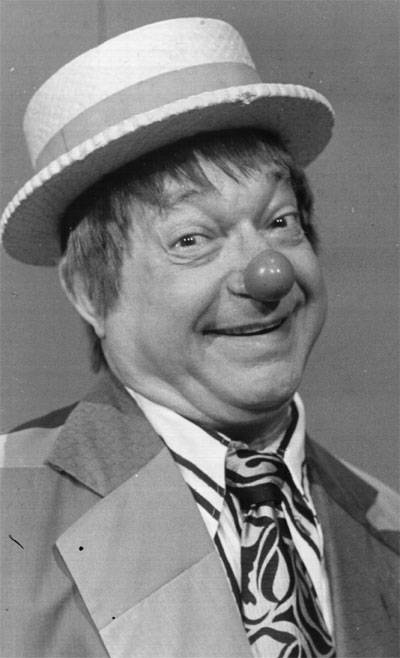
Pepe Marrone como Cristóbal Colón.

- José Marrone ............... Cristóbal Colón
- Juanita Martínez .............Luz
- María Armand..................doña Lucía, dueña de la pensión
- Nelly Láinez.....................srta. Goyeneche
- José María Langlais.........Alfredo Marquez
- Alberto Locati...................Alberto
- Alicia Paz..........................Adela, hija del decano
- Víctor Tasca......................estudiante gordo
- Pepe Castro
- Jorge Butron
- Antonio Provitilo ...............Antonio

- María Esther Paonessa

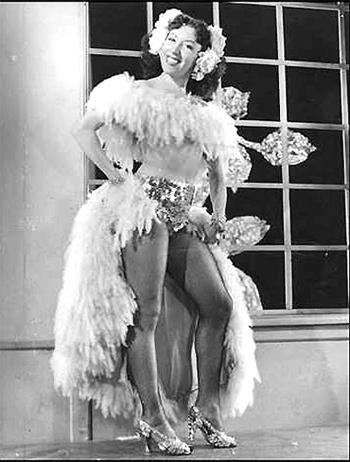
Juanita Martínez como la Pensionada enamorada de Colón.

- Roberto Bordoni...............dr. Lustari, decano
- Alberto Irízar.....................oficial de policía
- Ricardo de Rosas
- Roberto Raimundo
- Nelson Prenat.................estudiante gordo
- Pancho Romano
- Humberto Selvetti............cliente en cafe, billarista
- Susana André
- Orlando Marconi.............conductor de televisión
- Trio"s Ballet